# Saltsjöbaden
Saltsjöbaden is een plaats in de gemeente Nacka in Zweden, niet ver van de hoofdstad Stockholm. De plaats ligt aan de Oostzee en telt 8.606 inwoners (2005) en heeft een oppervlakte van 538 hectare. Er is een treinverbinding, Saltsjöbanan, tot in Stockholm, met als eindstation Slussen. De plaats ligt in het landschap Södermanland en de provincie Stockholms län.

## Geboren
- Simon Aspelin (1974), tennisspeler
- Susanne Ekman (1978), alpineskiester

## Trivia
- De Zweedse sitcom-televisieserie Solsidan speelt zich af nabij Saltsjöbaden in het villadorp Solsidan, het eindpunt van een zijtak van de Saltsjöbanan.
- In 1894 is het WK schaatsen allround georganiseerd in Saltsjöbaden op de natuurijsbaan Saltsjöbanen.

## Voetnoten
1. ↑  (sv)  Tätort (17-02-2006). Zweeds Bureau voor Statistiek. Tätorter 2005. Bezocht op 13 april 2009.